# Dara (otok)
Dara (perz. دارا) je otok smješten na krajnjem sjeveru Perzijskog zaljeva odnosno u iranskoj pokrajini Huzestan. Uz Bune, Nedel Gar i Kaber-e Nahodu jedan je od četiri veća otoka u estuariju Hvor-e Musi. Otok ima površinu od 1,5 km², od kopna na istoku udaljen je 15 km, a maksimalna nadmorska visina mu je 3 m. Istočni, sjeverni i zapadni rubovi Dare bogati su vegetacijom koja uključuje nisko grmlje i šume mangrova.

## Poveznice
- Perzijski zaljev
- Popis iranskih otoka